# Kathy Willets
Kathy Willets (nacida con el nombre de Katherine Ann Morris el 24 de abril de 1958 en Nueva York) es una actriz pornográfica estadounidense retirada desde 2002.

## Biografía
Graduada de la Preparatoria Saint Thomas Aquinas High School en Fort Lauderdale, Florida; en 1992, ella fue detenida por cargas de prostitución. Durante el juicio, salió a la luz que su marido y alcahuete había grabado sus "encuentros" con sus clientes. Ella utilizó luego esta notoriedad para lanzar su carrera dentro de la pornografía.
Fue uno de los debuts de más edad y a la vez de los más sonados en el circuito hardcore y que obtuvo su fama inicial por su busto salaz y su escándalo inicial los cuales le dieron el mejor de los lugares en cada noticia de los programa de entrevistas y tabloides alrededor de EE. UU.. Entre 1994 y 1996, Kathy Willets apareció en diez papeles principales.
En 1996 se retiró por primera vez de la industria cinematográfica porno. Ahora trabaja como dama de compañía para caballeros en Florida.

## Filmografía
- 1997 - Gm Las Vegas Revue.
- 1996 - Naked Scandal.
- 1995 - Creep - Kascha Lords.
- 1995 - Naked Scandal: The Kathy Willets Story.
- 1995 - What's the Lesbian Doing in My Pirate Movie?.
- 1994 - Seymore and Shane Meet Kathy Willets the Naughty Nymph.
- 1998 - Blow Me.
- American Justice - Programa de TV.